# Gloppe
Gloppe är en bebyggelse i Värö socken i Varbergs kommun, Hallands län. SCB avgränsade här en småort 2020.